# Líder de la Oposición (Botsuana)
El líder de la Oposición, en la República de Botsuana, es el cargo parlamentario que recibe el líder del partido político o coalición con el mayor número de escaños en la Asamblea Nacional que no es el partido del presidente de la República. El cargo se creó poco antes de la independencia del país africano, tras las primeras elecciones bajo sufragio universal en el entonces territorio de Bechuanalandia.
Como en la mayoría de los países que se rigen bajo el sistema parlamentario Westminster, el líder de la Oposición es un miembro electo de la Asamblea Nacional que goza de numerosas prerrogativas particulares. Se le considera portavoz principal del partido mayoritario de oposición en la Asamblea Nacional y tiene derecho a hacer declaraciones oficiales en la misma sobre importantes asuntos nacionales e internacionales en nombre de la oposición mayoritaria. Tiene tiempos de uso de la palabra más largos que los miembros ordinarios durante los debates sobre el discurso sobre el estado de la nación, el discurso sobre el presupuesto o cualquier otra declaración de política gubernamental importante y puede ser el primero en responder al discurso sobre el estado de la nación, el discurso sobre el presupuesto o cualquier otra declaración importante de política gubernamental. También se le permitirá leer su discurso si así lo desea.
En virtud de su cargo, el líder de la Oposición es miembro ex officio de dos Comités Parlamentarios: el Comité de Selección y el Comités Asesores Empresariales. También ocupa los cargos de segundo vicepresidente de la rama de Botsuana de la Asociación Parlamentaria de la Mancomunidad de Naciones, miembro ejecutivo del Foro Parlamentario de la Comunidad de África Meridional para el Desarrollo (SADC), y miembro ejecutivo del Comité de la Unión Interparlamentaria en Botsuana.
Desde noviembre de 2024 el cargo es ocupado por Dumelang Saleshando, del Partido del Congreso de Botsuana. Duma Boko, líder de la Oposición desde 2014 hasta 2019, es el primer ocupante del cargo que ha logrado ser electo presidente de Botsuana.

## Lista de líderes de la Oposición
| N.º | Líder  | Líder                          | Período                 | Período                 | Partido | Partido                                                                | Elección |
| N.º | Imagen | Nombre                         | Inicio                  | Final                   | Partido | Partido                                                                | Elección |
| --- | ------ | ------------------------------ | ----------------------- | ----------------------- | ------- | ---------------------------------------------------------------------- | -------- |
| 1   |        | Philip Matante (1912-1979)     | 3 de marzo de 1965      | 23 de agosto de 1969    |         | Partido Popular de Botsuana                                            | 1965     |
| 2   |        | Bathoen Gaseitsiwe (1908-1990) | 20 de octubre de 1969   | 2 de diciembre de 1984  |         | Frente Nacional de Botsuana                                            | 1969     |
| 2   | 1974   | Bathoen Gaseitsiwe (1908-1990) | 20 de octubre de 1969   | 2 de diciembre de 1984  |         | Frente Nacional de Botsuana                                            |          |
| 2   | 1979   | Bathoen Gaseitsiwe (1908-1990) | 20 de octubre de 1969   | 2 de diciembre de 1984  |         | Frente Nacional de Botsuana                                            |          |
| 3   |        | Kenneth Koma (1923-2007)       | 2 de diciembre de 1984  | 1 de agosto de 2003     |         | Frente Nacional de Botsuana                                            | 1984     |
| 3   | 1989   | Kenneth Koma (1923-2007)       | 2 de diciembre de 1984  | 1 de agosto de 2003     |         | Frente Nacional de Botsuana                                            |          |
| 3   | 1994   | Kenneth Koma (1923-2007)       | 2 de diciembre de 1984  | 1 de agosto de 2003     |         | Frente Nacional de Botsuana                                            |          |
| 3   | 1999   | Kenneth Koma (1923-2007)       | 2 de diciembre de 1984  | 1 de agosto de 2003     |         | Frente Nacional de Botsuana                                            |          |
| 4   |        | Nehemiah Modubule (n. 1958)    | 1 de agosto de 2003     | 7 de noviembre de 2005  |         | Frente Nacional de Botsuana                                            |          |
| 4   | 2004   | Nehemiah Modubule (n. 1958)    | 1 de agosto de 2003     | 7 de noviembre de 2005  |         | Frente Nacional de Botsuana                                            |          |
| 5   |        | Otsweletse Moupo               | 7 de noviembre de 2005  | 21 de agosto de 2009    |         | Frente Nacional de Botsuana                                            |          |
| 6   |        | Olebile Gaborone (n. 1947)     | 17 de octubre de 2009   | 5 de agosto de 2010     |         | Frente Nacional de Botsuana                                            | 2009     |
| 7   |        | Botsalo Ntuane (n. 1971)       | 5 de agosto de 2010     | 12 de julio de 2012     |         | Movimiento por la Democracia de Botsuana                               | 2009     |
| 8   |        | Dumelang Saleshando (n. 1971)  | 12 de julio de 2012     | 29 de agosto de 2014    |         | Partido del Congreso de Botsuana (Paraguas para el Cambio Democrático) | 2009     |
| 9   |        | Duma Boko (n. 1969)            | 25 de octubre de 2014   | 28 de agosto de 2019    |         | Frente Nacional de Botsuana (Paraguas para el Cambio Democrático)      | 2014     |
| (8) |        | Dumelang Saleshando (n. 1971)  | 5 de noviembre de 2019  | 12 de julio de 2022     |         | Partido del Congreso de Botsuana (Paraguas para el Cambio Democrático) | 2019     |
| 10  |        | Dithapelo Keorapetse (n. 1982) | 12 de julio de 2022     | 5 de septiembre de 2024 |         | Independiente (Paraguas para el Cambio Democrático)                    | 2019     |
| (8) |        | Dumelang Saleshando (n. 1971)  | 11 de noviembre de 2024 | En el cargo             |         | Partido del Congreso de Botsuana                                       | 2024     |